# Kathedrale des Heiligen Rechtschaffenen Theodor Uschakow
Die Kathedrale des Heiligen Rechtschaffenen Theodor Uschakow (russisch Кафедральный собор святого праведного воина Феодора Ушакова, auch abgekürzt Свято-Феодоровский кафедральный собор) ist eine in Saransk gelegene russisch-orthodoxe Kathedrale der Eparchie Saransk und Mordwinien.

## Geschichte
Die Eparchie Saransk und Mordwinien entstand 1991 durch Abtrennung aus der Eparchie Pensa. Weil die bisherige Kathedrale, die Saransker Johannes-Kirche, nicht genügend Raum bot und die ehemalige große Kathedrale von Saransk aus dem 19. Jahrhundert in den 1930er Jahren unter der Sowjetherrschaft abgerissen worden war, wurde es notwendig, eine neue Kathedrale zu errichten. 2001 wurde Admiral F. Uschakow heiliggesprochen, zunächst von der Eparchie Saransk und Mordwinien, 2004 vom Moskauer Patriarchat. Er hatte nach seinem Abschied aus der Armee in Mordwinien in der Nähe von Temnikow (Gouvernement Tambow) gelebt und war auch dort gestorben. Daher wurde im März 2002 vom Patriarchat unter Alexius II. und dem Oberhaupt Mordwinien Nikolai Merkuschkin beschlossen, im Zentrum von Saransk eine große Kathedrale zu Ehren Uschakows zu errichten. Die Pläne der Architekten Sergei Chodnew, Larisa Kirdjaschowa und Wladimir Brodowski wurden am 6. März genehmigt.
Der Bau begann am 9. September 2004 und dauerte fast zwei Jahre. Am 6. August 2006 wurde die Kathedrale von Alexius II. geweiht.
Gleichzeitig entstand das Denkmal für Fjodor Uschakow vor der Kathedrale und wurde am 10. August 2006 enthüllt. Das Denkmal wurde von Nikolaj Filatow nach Plänen von Sergei Chodnew ausgeführt. Das Standbild ist 4 m hoch. Es steht auf einem Sockel aus Granit. Uschakow ist mit einem Mantel bekleidet und einem Fernrohr in der Hand, aber ohne Kopfbedeckung dargestellt.

## Standort
Die Theodors-Kathedrale liegt an der Kreuzung der Straßen Sowjetskaja (ehemalige Basarnaja) und Bolschewistskaja (ehemalige Iljinskaya), wo sich früher das 1695 erbaute St.-Peter-und-Paul-Kloster befand. Kurz nach der Oktoberrevolution wurde das Kloster geschlossen und in den 1930er Jahren fast gänzlich abgerissen. An seiner Stelle wurde das Hotel Zentralnaja gebaut, das 2002 für die Errichtung der Theodors-Kathedrale abgerissen wurde.

## Beschreibung
Die Kathedrale des Hl. Rechtschaffenen Theodor Uschakow ist eine Kreuzkuppelkirche, die im Empire-Stil erbaut wurde. Sie ist 58 m hoch. Das Kreuz ist zusätzlich über 4 m hoch, so dass die Gesamthöhe 62 m beträgt. Die Kathedrale bietet Platz für 3.000 Besucher. Sie verfügt über vier Glockentürme mit insgesamt zwölf Glocken, die in Tutajew hergestellt wurden. Die größte Glocke wiegt 6 t, die Größe der Glocken nimmt immer um die Hälfte ab. Die Kuppeln wurden in Wolgodonsk unter Verwendung von Titannitrid-Keramik erstellt. Die Hauptkuppel hat 12 m Durchmesser. Die vergoldete Ikonostase, die von dem Maler Igor Schemyakin aus Samara geschaffen wurde, ist in drei Teile gegliedert: einen mittleren Hauptteil, der Theodor Uschakow gewidmet ist, einen rechten Teil für Seraphim von Sarow und einen linken für die mordwinischen Märtyrer. Die Innenwände der Kathedrale wurden bis Juli 2011 bemalt. Im Untergeschoss der Kathedrale befinden sich auch eine Sonntagsschule, ein Konferenzsaal, ein Baptisterium, ein Refektorium und die Kathedralbibliothek.
Hinter der Kathedrale steht auch ein Denkmal für Patriarch Nikon, auf der linken Seite eine Kapelle von Alexander Newski und ein Denkmal für im Ersten Weltkrieg Gefallene sowie auf der rechten Seite ein Denkmal Die Familie.

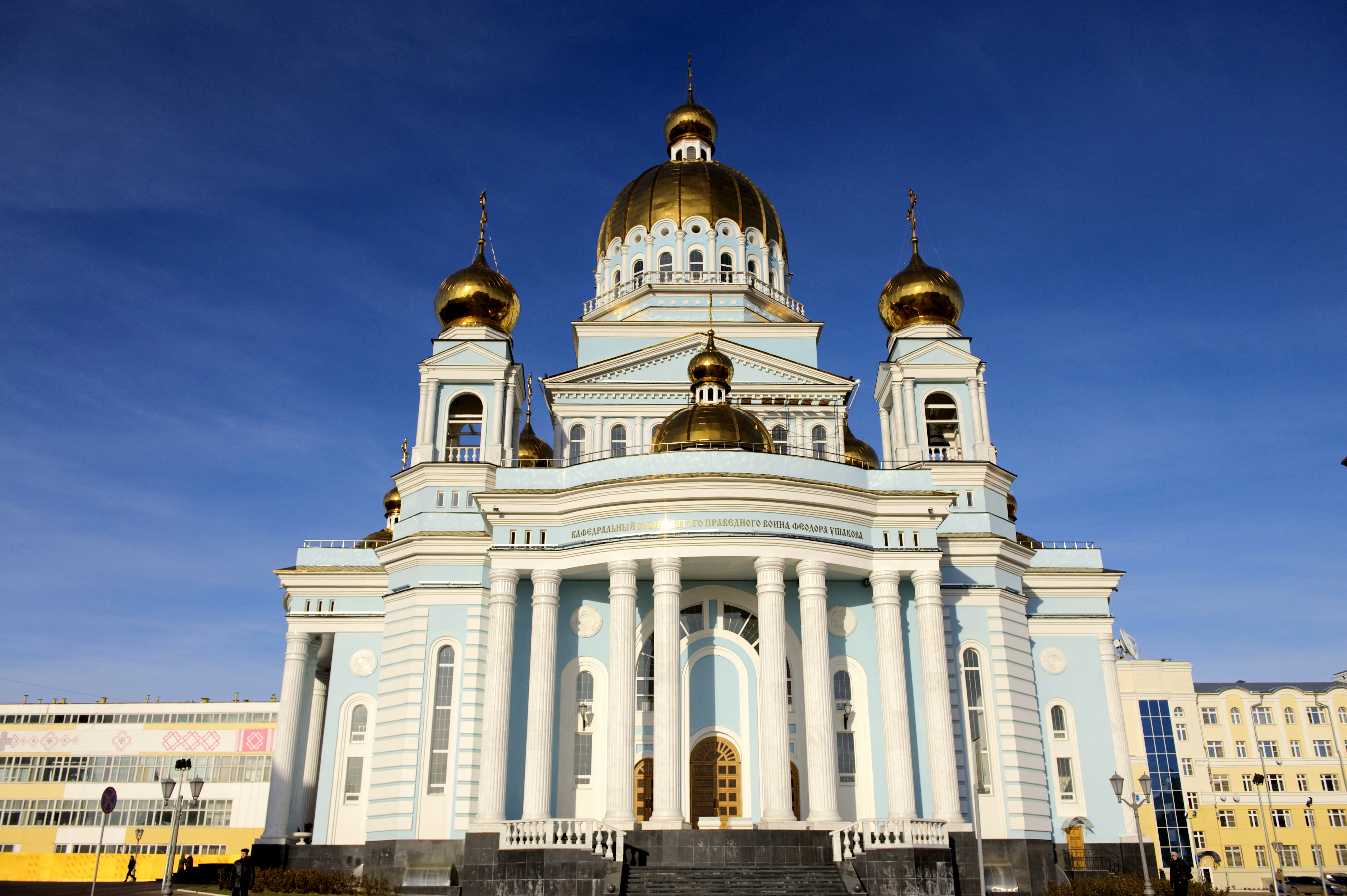
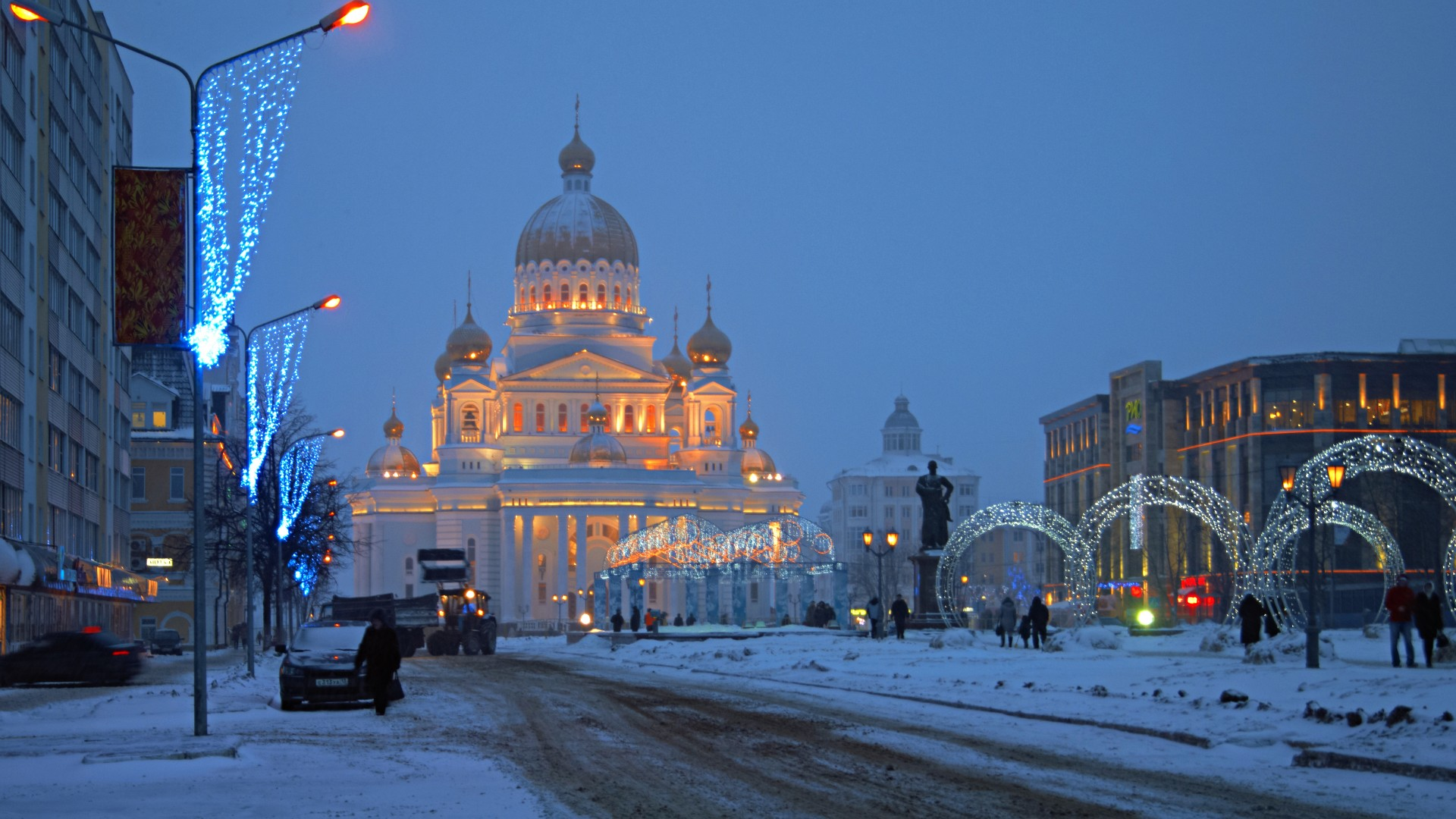
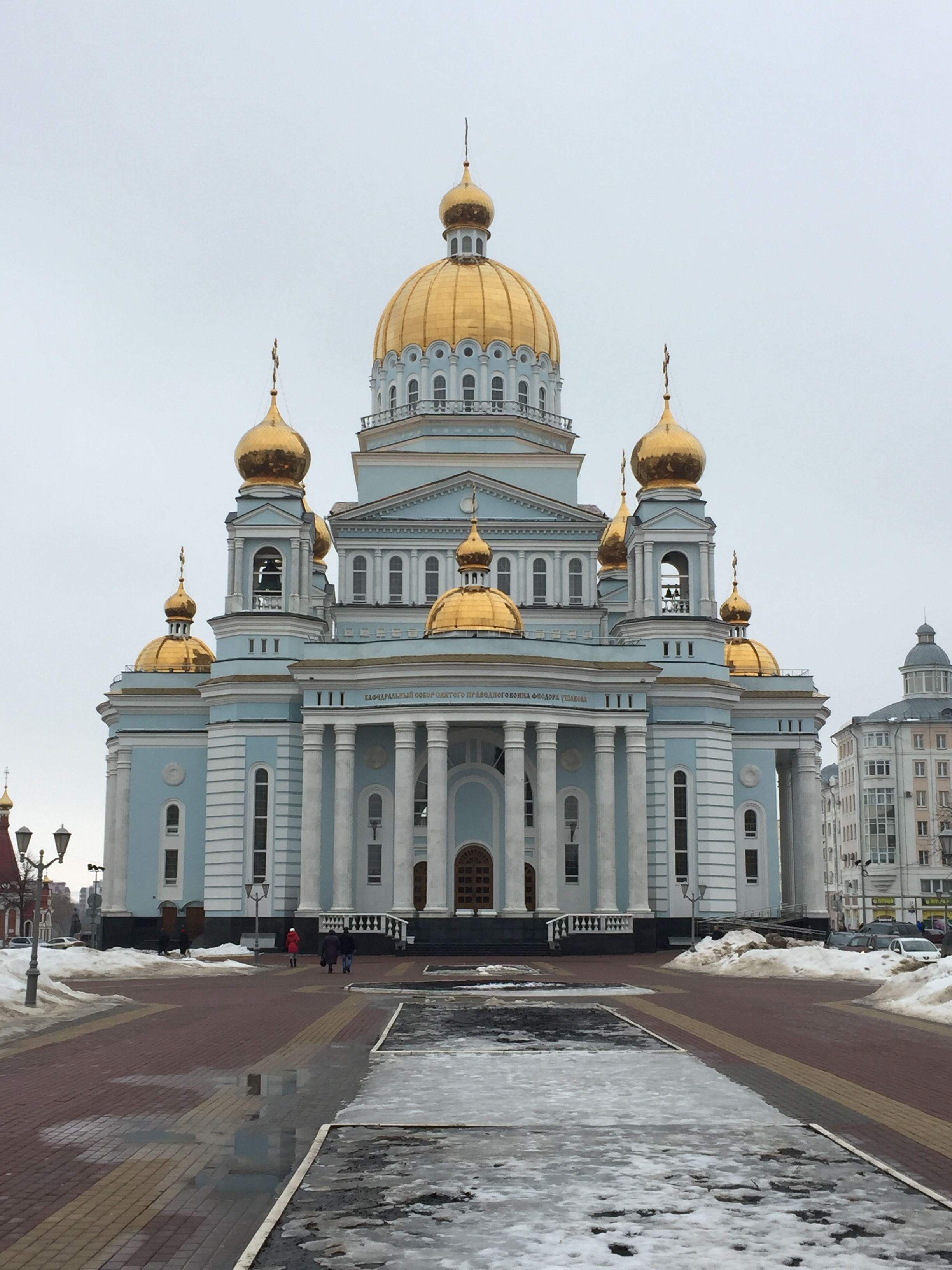
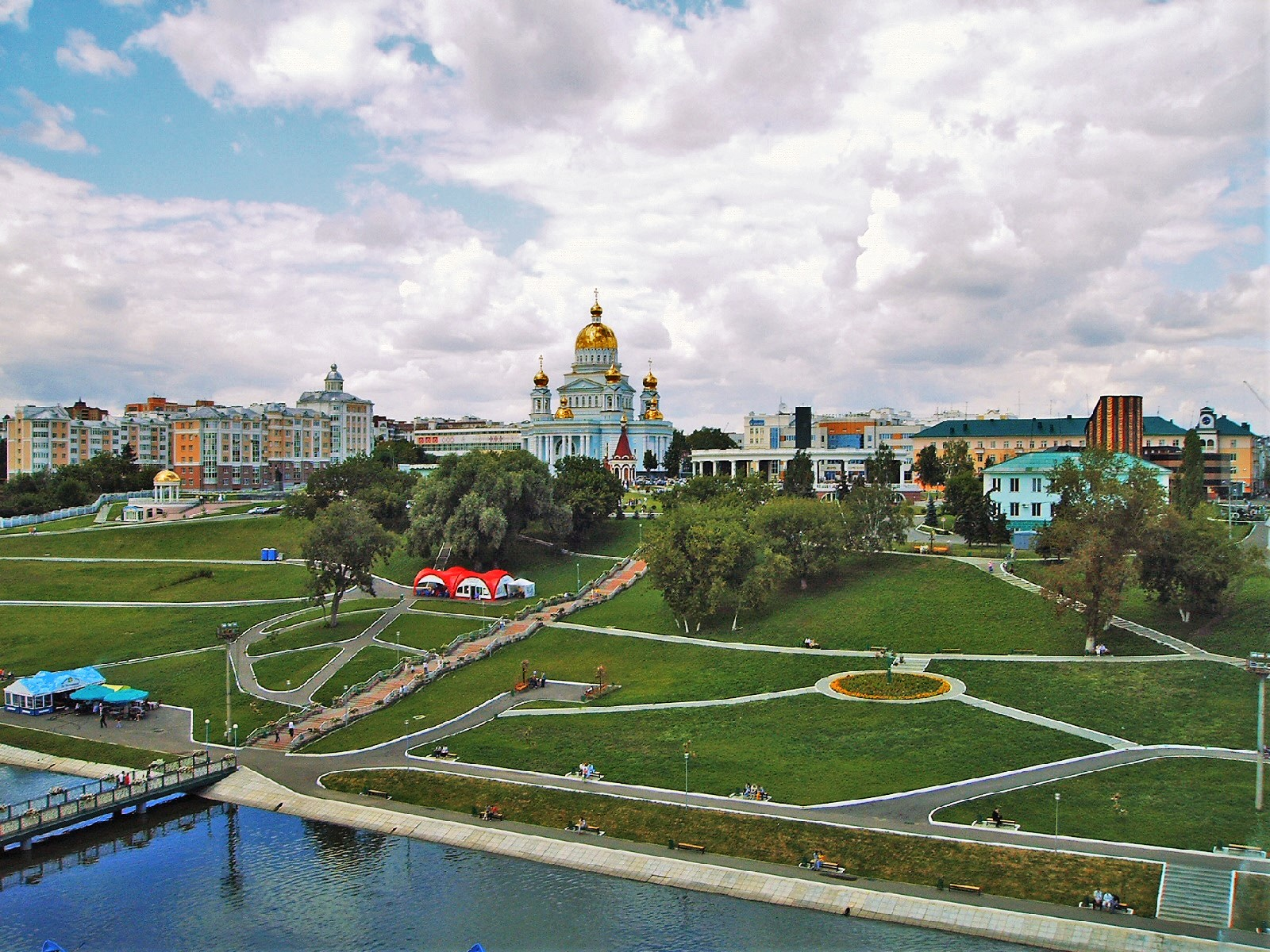
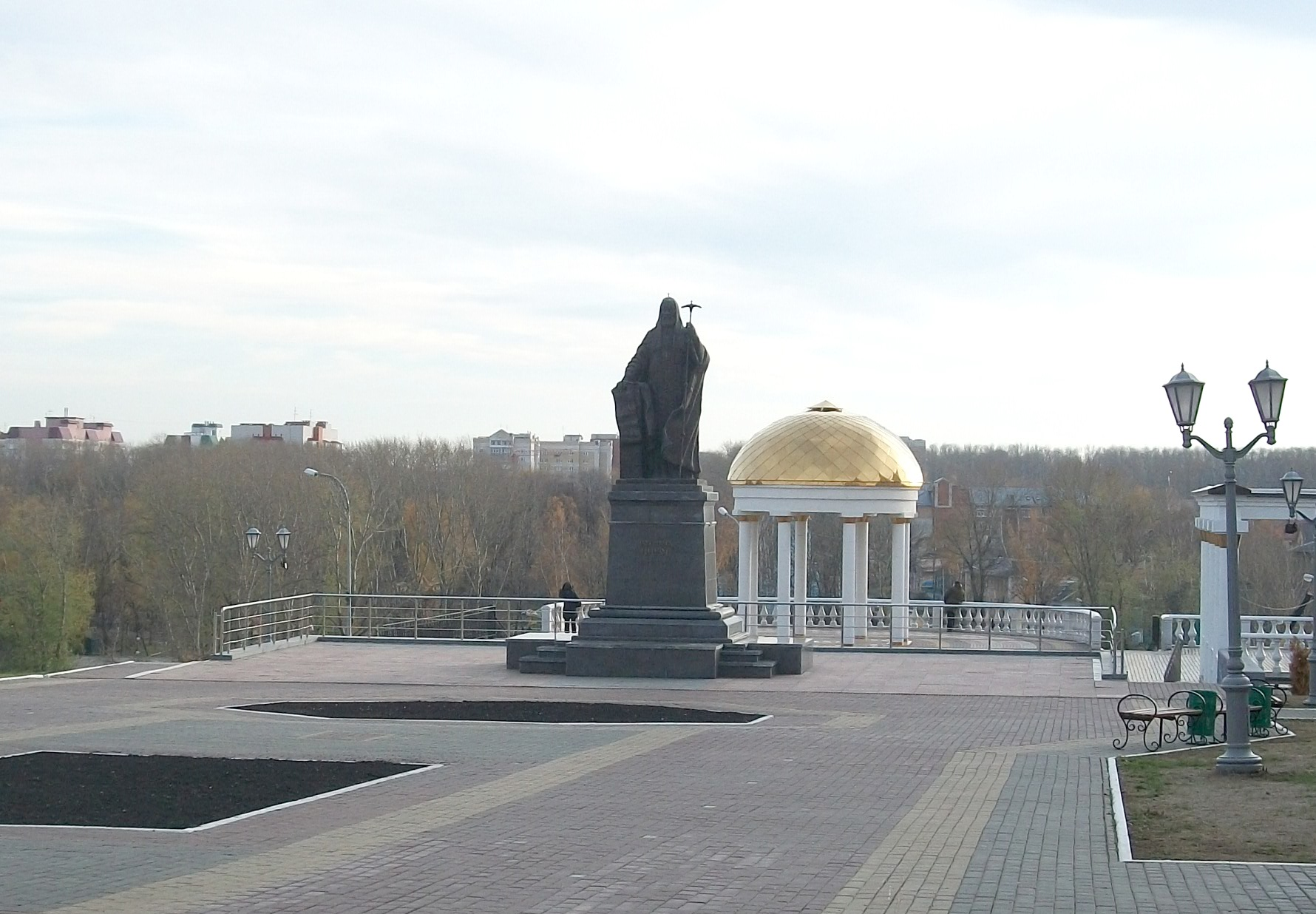